# Темір (річка)
Темір — річка завширшки 35-40 м на окремих ділянках до 50 м, глибина 0,6-4,0 м. У повені вода піднімається на 1,5-2,0 м. Ґрунт дна піщаний, твердий, для переправ убрід з глибиною 0,3-0,5 м. Річище звивисте. Береги низькі, пологі, місцями є урвища до 36 м. Заплава відкрита, шириною 1-3 км. Притока Емби.